# Auderville
Auderville (phát âm tiếng Pháp: [odɛʁvil]) là một xã thuộc tỉnh Manche trong vùng Normandie tây bắc nước Pháp. Xã này nằm ở khu vực có độ cao trung bình 60 mét trên mực nước biển.
Thị trấn có 4 làng Goury, Laye, La Valette và La Roche.